# Wallia
Wallia (385?–419) byl vizigótský král v letech 415–419, který se k moci dostal násilným odstraněním svého předchůdce Sigericha. Za jeho vlády získali Vizigóti status federátů v Akvitánii, zřejmě proto, že císaři Honoriovi byla vydána jeho sestra Galla Placidia, zajatá roku 409 v Itálii. Wallia založil královský dvůr v Toulouse, které se stalo po zbytek 5. století vizigótským sídelním městem. V roce 418 porazil Vandaly a Alany.
| Vizigótští králové   | Vizigótští králové | Vizigótští králové      |
| -------------------- | ------------------ | ----------------------- |
| Předchůdce: Sigerich | 415–419 Wallia     | Nástupce: Theodorich I. |